# Apechthis quadridentata
Apechthis quadridentata là một loài tò vò trong họ Ichneumonidae.